# Anja Kling
Anja Kling (Potsdam, 22 marzo 1970) è un'attrice tedesca.

## Biografia
È sorella minore dell'attrice e modella Gerit Kling.

## Carriera
Attrice versatile, in Italia viene conosciuta per il ruolo di Barbara Greenberg Altamura, moglie del barone Francesco Altamura, interpretato da Fabrizio Contri, e innamorata del giovane capitano dei carabinieri Carlo Arcuti, interpretato da Raoul Bova ne La piovra 8 - Lo scandalo e La piovra 9 - Il patto, prequel della serie originale. Ha recitato anche nella lunga serie La nave dei sogni.

## Filmografia parziale

### Cinema
- Danke für die Blumen, regia di Eberhard Schäfer (1988)
- Mit Leib und Seele, regia di Bernhard Stephan (1988)
- Grüne Hochzeit, regia di Herrmann Zschoche (1989)
- High Adventure, regia di Mark Roper (2001)
- Wo ist Fred?, regia di Anno Saul (2006)
- Maga Martina e il libro magico del draghetto (Hexe Lilli: Der Drache und das magische Buch), regia di Stefan Ruzowitzky  (2009)
- Maga Martina 2 - Viaggio in India (Hexe Lilli - Die Reise nach Mandolan), regia di Harald Sicheritz (2011)
- Aiuto, ho ristretto la prof! (Hilfe, ich hab meine Lehrerin geschrumpft), regia di Sven Unterwaldt Jr. (2015)
- Aiuto, ho ristretto mamma e papà! (Hilfe, ich hab meine Eltern geschrumpft), regia di Tim Trageser (2018)
- Aiuto, ho ristretto i miei amici! (Hilfe, ich hab meine Freunde geschrumpft), regia di Granz Henman (2021)

### Televisione
- Il medico di campagna (Der Landarzt) - serie TV, episodi 5x09, 5x10, 5x11 (1993)
- L'ispettore Derrick - serie TV, ep. 20x03 (1993)
- L'ispettore Derrick - serie TV, ep. 23x10 (1996)
- La piovra 8 - Lo scandalo - miniserie TV (1997)
- La piovra 9 - Il patto - miniserie TV (1998)
- La nave dei sogni (Das Traumschiff) - serie TV, episodi 1x26, 1x64 (1995, 2011)
- Final Days - La libertà contro il muro (Wir sind das Volk - Liebe kennt keine Grenzen) - miniserie TV (2008)
- Una famiglia (Das Adlon. Eine Familiensaga) -  miniserie TV (2013)
- The Same Sky (Der gleiche Himmel) - miniserie TV, 3 episodi (2017)
- Urlaub mit Mama - film TV (2018)
- Freud - serie TV (2020)

## Doppiatrici italiane
Nelle versioni in italiano delle opere in cui ha recitato, Anja Kling è stata doppiata da:
- Chiara Colizzi in Aiuto, ho ristretto la prof!, Aiuto, ho ristretto mamma e papà!, Aiuto, ho ristretto i miei amici!
- Sabrina Duranti in Maga Martina e il libro magico del draghetto, Maga Martina 2 - Viaggio in India, The Same Sky
- Claudia Catani in La piovra 8 - Lo scandalo, La piovra 9 - Il patto
- Licinia Lentini in Final Days - La libertà contro il muro
- Cristina Boraschi in Una famiglia
- Marina Guadagno in Freud